# Santa Chiara a Vigna Clara
Santa Chiara a Vigna Clara är en församlingskyrka och titelkyrka i Rom, helgad åt den heliga Klara av Assisi. Kyrkan är belägen vid Via Riccardo Zandonai i distriktet Della Vittoria i nordvästra Rom.
Den 16 mars 1978 gick Aldo Moro i mässan i denna kyrka kort innan han kidnappades på Via Fani.

## Beskrivning
Kyrkan uppfördes efter ritningar av arkitekten Alberto Ressa och konsekrerades 1962. Interiören hyser målningar av den spanske konstnären Mariano Villalta Lapayes.

## Titelkyrka
Santa Chiara a Vigna Clara stiftades som titelkyrka av påve Paulus VI år 1969.
Kardinalpräster
- Gordon Joseph Gray (1969–1993)
- Vinko Puljić (1994–)